# Slag bij Nezib
De Slag bij Nezib was de belangrijkste slag van de Tweede Egyptisch-Ottomaanse Oorlog en vond plaats op 24 juni 1839.

## Achtergrond
Na de Egyptische overwinning tijdens de Eerste Egyptisch-Ottomaanse Oorlog (1831–1833) kwam pasja Mohammed Ali van Egypte in bezit van Groot-Syrië en op 25 mei 1838 verklaarde hij zichzelf onafhankelijk van het Ottomaanse Rijk. Dit was een brug te ver voor sultan Mahmut II, die hem de oorlog verklaarde.

## Slag
Mahmut II had een buitenlands adviseur aangesteld, met name Helmuth Karl Bernhard von Moltke, om de campagne te voeren, maar de generaal van het Ottomaanse leger, Hafiz Osman Pasja, sloeg zijn advies in de wind. De twee kampen waren even sterk, ongeveer 40 000 man. Ibrahim Pasja had het voordeel dat hij reeds een oorlog had gewonnen tegen de Ottomanen. De Ottomanen leefden in tweespalt en waren weinig gemotiveerd. De Egyptische artillerie was duidelijk efficiënter dan de Ottomaanse en na vier uur was de slag gestreden. Het volledige leger inclusief de Ottomaanse vloot gaf zich over aan de Egyptenaren.
Kort nadien stierf Mahmut II aan tuberculose, hij werd opgevolgd door zijn zestienjarige zoon Abdülmecit.

## Crisis van 1840
De Britten, heersers over de Middellandse Zee, zagen de val van het Ottomaanse Rijk, niet zitten en richtten een alliantie op samen met het Keizerrijk Oostenrijk, het Keizerrijk Rusland en Pruisen om de jonge sultan bij te staan. Het verbond schoof Mohammed Ali de Conventie van Londen (1840) onder de neus. Hij moest zijn troepen terugtrekken uit Zuid-Syrië, het Heilig Land, het eiland Kreta, de Ottomaanse vloot teruggeven en sultan Abdülmecit erkennen als zijn heer. In ruil zou Mohammed Ali en zijn erfgenamen permanente controle krijgen over Egypte en Soedan.
Mohammed Ali aarzelde omdat hij op steun rekende van Frankrijk. Na de bombardering van de stad Akko op 3 november 1840 door de Britse vloot haalde Mohammed Ali bakzeil.